# Presence (film)
Presence je americký nadpřirozený filmový thriller z roku 2024, který režíroval Steven Soderbergh a jehož scénář napsal David Koepp. Hrají v něm Lucy Liu, Chris Sullivan a Callina Liang.
Premiéra filmu s rozpočtem 2 miliony dolarů proběhla 19. ledna 2024 na filmovém festivalu Sundance. Do amerických kin byl uveden společností Neon 24. ledna 2025. Film utržil celkem 10,5 milionu dolarů a získal pozitivní recenze kritiků.

## Děj
Rodina Payneových – matka Rebekah, otec Chris, syn Tyler a dcera Chloe – se stěhuje do velkého domu na předměstí, který je obýván poltergeistem (označovaným jako „Přítomnost“, v originále "Presence"). Celý film je vyprávěn z pohledu této Přítomnosti.
Rodinné vztahy jsou napjaté: Rebekah je manipulativní a páchá finanční podvody, zatímco Chris ji plánuje opustit, aby unikl odpovědnosti. Rebekah nadržuje Tylerovi, úspěšnému plavci, zatímco Chloe si sotva všímá. Chris se naopak více věnuje Chloe, která truchlí po kamarádce Nadie, jedné ze dvou dívek, které nedávno zemřely ve spánku. Chloe věří, že duch v domě je právě Nadia.
Tyler se spřátelí s Ryanem, který začne svádět Chloe. Přítomnost jim zabrání mít sex shozením police. Později Ryan Chloe znásilní, když ji omámí drogou. Přítomnost jí zachrání život tím, že přivolá probuzení Tylera, který Ryana vyruší. V následné potyčce oba vypadnou z okna a zahynou.
Rodina se z domu odstěhuje. Rebekah nakonec v zrcadle zahlédne ducha Tylera a pochopí, že se stal novou Přítomností.